# Русокастро
Русока́стро (болг. Русокастро) — село в Бургаській області Болгарії. Входить до складу громади Камено.

## Населення
За даними перепису населення 2011 року у селі проживали 1183 особи.
Національний склад населення села:
| Національність   | Кількість осіб | Відсоток |
| ---------------- | -------------- | -------- |
| болгари          | 1032           | 89,7%    |
| турки            | 75             | 6,5%     |
| цигани           | 41             | 3,6%     |
| Всього відповіли | 1150           |          |

Розподіл населення за віком у 2011 році:
Динаміка населення: